# Requiem (Fauré)

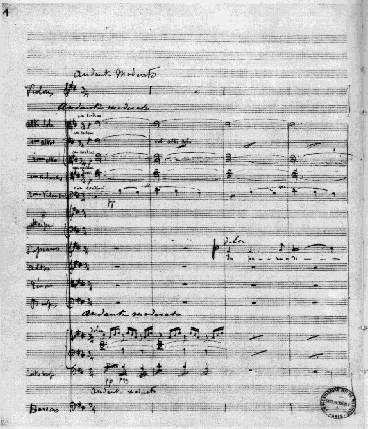
Seite des Manuskripts des Requiems: In paradisum, Bibliothèque Nationale, Paris

Das Requiem op. 48 von Gabriel Fauré ist eine Komposition für Sopran- und Bariton-Solisten, vier- bis sechsstimmigen Chor und Orchester.
Fauré vollendete die Komposition seines Requiems – seines einzigen größeren Werkes mit einem religiösen Text als Basis – 1887 im Alter von 42 Jahren. Er schrieb das Werk zwischen dem Tod seines Vaters (1885) und dem seiner Mutter (1887), wobei diese Ereignisse laut des Komponisten nicht die Auslöser der Komposition waren. Es wurde erstmals am 16. Januar 1888 in der Pariser La Madeleine zur Jahresgedächtnisfeier des Architekten Joseph-Michel Le Soufaché aufgeführt. Der Chor umfasste dabei nur etwa 30 Sänger (20–25 Knaben und 8–10 Männer), die Instrumentalbesetzung bestand nur aus geteilten Bratschen, Celli, Kontrabass, Solovioline, Harfe, Pauken und Orgel.
Im Laufe der folgenden Jahre erstellte Fauré eine größer besetzte zweite Fassung, bei der u. a. Bläser berücksichtigt sind und die 1893 beendet war.
Große Bekanntheit erreichte Faurés Requiem allerdings in der Version für großes Symphonieorchester. Diese wurde auf Betreiben des Verlegers Julien Hamelle erstellt. Der Verlag lehnte es ab, das Werk in der ursprünglichen Version für Kammerorchester zu publizieren. Es ist bisher nicht gelungen zu klären, inwieweit Fauré in die Erstellung dieser Version impliziert war. Es scheint, dass Jean Roger-Ducasse der Urheber der Orchestrierung für großes Orchester ist. Die Premiere dieser Version fand 1900 anlässlich der Pariser Weltausstellung vor rund 5000 Zuhörern statt. Das Requiem wurde auch bei Faurés Beerdigung (1924) gespielt.
Eine Aufführung dauert etwa 35 Minuten. Die Satzfolge lautet:
1. Introitus et Kyrie
2. Offertorium (Domine Jesu Christe)
3. Sanctus
4. Pie Jesu
5. Agnus Dei
6. Responsorium (Libera me)
7. In paradisum

Faurés Requiem weicht in mehrerlei Hinsicht von der traditionellen Totenmesse ab. Im Gegensatz zum traditionellen Ablauf der Messe, und insbesondere zu den Kompositionen von Hector Berlioz und Giuseppe Verdi, verzichtet Fauré auf eine dramatisierende Darstellung des Dies irae und beschränkt sich auf die Vertonung von dessen letztem Vers, dem Pie Jesu. Dagegen fügte er das In paradisum aus den Exequien hinzu, das traditionell bei der Überführung des Leichnams von der Kirche zum Friedhof erklingt. Insgesamt war es Fauré ein Anliegen, ein friedvolles Bild des Todes zu zeichnen. In vielen Passagen gleiten Moll-Klänge von Chor und Orchester in stimmungsvolle Dur-Akkorde und lassen tröstend das Himmelreich erahnen.

## Struktur
Die folgende Tabelle zeigt die Struktur der Komposition in ihren Sätzen und Abschnitten, insbesondere die Stimmen, Tonart, Taktangabe und Tempobezeichnung. Der Komponist teilt den Chor in bis zu sechs Stimmen, SATTBB, aber setzt häufig unisono ein, manchmal für eine Chorstimme, manchmal für mehrere. Das Offertoire war ursprünglich nur für Soli gedacht und wurde erst in späteren Versionen für Chorstimmen vorgesehen.
| Nr. | Titel                    | Solo                     | Chor                     | Tonart                   | Takt                     | Tempo                    | Textreferenz             | Anmerkung                           |
| --- | ------------------------ | ------------------------ | ------------------------ | ------------------------ | ------------------------ | ------------------------ | ------------------------ | ----------------------------------- |
| 1   | Introit et Kyrie         | Introit et Kyrie         | Introit et Kyrie         | Introit et Kyrie         | Introit et Kyrie         | Introit et Kyrie         | Introit et Kyrie         | Introit et Kyrie                    |
|     | Requiem aeternam         |                          | SATTBB                   | d-Moll                   | 4/4                      | Largo                    | 1a)                      |                                     |
|     | Requiem aeternam         |                          | T                        |                          |                          | Andante moderato         | 1a)                      |                                     |
|     | Te decet hymnus          |                          | S                        |                          |                          |                          | 1b)                      |                                     |
|     | Exaudi                   |                          | SATTBB                   |                          |                          |                          | 1c)                      |                                     |
|     | Kyrie                    |                          | SATB                     |                          |                          |                          | 1d)                      | anfangs SATB unisono                |
| 2   | Offertoire               | Offertoire               | Offertoire               | Offertoire               | Offertoire               | Offertoire               | Offertoire               | Offertoire                          |
|     | O Domine                 |                          | ATB                      | h-Moll                   | 4/4                      | Adagio molto             | 2a)                      |                                     |
|     | Hostias                  | B                        |                          |                          | 3/4                      | Andante moderato         | 2b)                      |                                     |
|     | O Domine                 |                          | SATB                     |                          | 4/4                      | Adagio molto             | 2a)                      |                                     |
|     | Amen                     |                          | SATB                     | H-Dur                    |                          |                          | 2c)                      |                                     |
| 3   | Sanctus                  |                          | S TB                     | Es-Dur                   | 3/4                      | Andante moderato         | 3a)                      | T und B unisono                     |
| 4   | Pie Jesu                 | S                        |                          | B-Dur                    | 4/4                      | Adagio                   | 4a)                      |                                     |
| 5   | Agnus Dei et Lux aeterna | Agnus Dei et Lux aeterna | Agnus Dei et Lux aeterna | Agnus Dei et Lux aeterna | Agnus Dei et Lux aeterna | Agnus Dei et Lux aeterna | Agnus Dei et Lux aeterna | Agnus Dei et Lux aeterna            |
|     | Agnus Dei                |                          | T                        | F-Dur                    | 3/4                      | Andante                  | 5a)                      |                                     |
|     | Agnus Dei                |                          | SATB                     |                          |                          |                          | 5b)                      |                                     |
|     | Agnus Dei                |                          | T                        |                          |                          |                          | 5c)                      |                                     |
|     | Lux aeterna              |                          | SATTBB                   |                          |                          |                          | 5d)                      |                                     |
|     | Requiem aeternam         |                          | SATTBB                   | d-Moll                   | 4/4                      | Adagio                   | 5e)                      | zuerst wie eine Reprise des Anfangs |
|     | -                        |                          | tacet                    | D-Dur                    | 3/4                      | Andante                  | 5f)                      |                                     |
| 6   | Libera me                | Libera me                | Libera me                | Libera me                | Libera me                | Libera me                | Libera me                | Libera me                           |
|     | Libera me                | B                        |                          | d-Moll                   | 4/4                      | Moderato                 | 6a)                      |                                     |
|     | Tremens                  |                          | SATB                     |                          |                          |                          | 6b)                      |                                     |
|     | Dies irae                |                          | SATB                     |                          | 6/4                      | Più mosso                | 6c)                      |                                     |
|     | Luceat eis               |                          | A B                      |                          | alla breve               | Moderato                 | 6d)                      | unisono                             |
|     | Libera me                |                          | SATB                     |                          | alla breve               | Moderato                 | 6e)                      | unisono, wie der Solist am Anfang   |
|     | Libera me                | B                        | SATB                     |                          | alla breve               | Moderato                 | 6f)                      |                                     |
| 7   | In Paradisum             | In Paradisum             | In Paradisum             | In Paradisum             | In Paradisum             | In Paradisum             | In Paradisum             | In Paradisum                        |
|     | In Paradisum             |                          | S                        | D-Dur                    | 3/4                      | Andante moderato         | 7a)                      |                                     |
|     | Jerusalem                |                          | SATTBB                   | D-Dur                    | 3/4                      | Andante moderato         | 7b)                      |                                     |
|     | Chorus angelorum         |                          | S                        | D-Dur                    | 3/4                      | Andante moderato         | 7c)                      |                                     |
|     | Requiem                  |                          | SATTBB                   | D-Dur                    | 3/4                      | Andante moderato         | 7d)                      |                                     |

## Texte
Info: Die Übersetzung folgt möglichst genau dem lateinischen Text und weicht daher teilweise von der liturgischen Übertragung leicht ab.
1a) Requiem aeternam dona eis Domine et lux perpetua luceat eis.
(Ewige Ruhe gewähre ihnen, Herr und das immerwährende Licht leuchte ihnen.)
1b) Te decet hymnus, Deus in Sion: et tibi redetur votum in Jerusalem
(Dir gebührt Lob, Gott auf dem Zion, dir erfüllt man Gelübde in Jerusalem.)
1c) Exaudi orationem meam, ad te omnis caro veniet
(Erhöre mein Gebet; zu Dir kommt alles Fleisch.)
1d) Kyrieeleison, Christeeleison, Kyrieeleison
(Herr, erbarme Dich. Christus, erbarme Dich. Herr, erbarme Dich.)
2a) O domine Jesu Christe, rex gloriae, libera animas defunctorum de poenis inferni et de profundo lacu.
O domine Jesu Christe, rex gloriae, libera animas defunctorum de ore leonis ne absorbeat tartarus.
O domine Jesu Christe, rex gloriae ne cadant in obscurum
(Oh Herr Jesus Christus, König der Herrlichkeit, bewahre die Seelen der Verstorbenen vor den Qualen der Hölle und vor den Tiefen der Unterwelt.
Oh Herr Jesus Christus, König der Herrlichkeit, bewahre die Seelen der Verstorbenen vor dem Rachen des Löwen, dass die Hölle sie nicht verschlinge.
Oh Herr Jesus Christus, König der Herrlichkeit, lass sie nicht hinabstürzen in die Finsternis.)
2b) Hostias et preces tibi, Domine, laudis offerimus:
tu suscipe pro animabus illis, quarum hodie memoriam facimus:
Faceas, Domine, de morte transire ad vitam, quam olim Abrahæ promisisti et semini eius.
(Opfergaben und Gebete bringen wir dir, Herr.
Nimm sie an für jene Seelen, derer wir heute gedenken:
Gib, Herr, dass sie vom Tode gelangen zum Leben, was einst Abraham versprochen wurde und dessen Nachkommen.)
2a') O domine Jesu Christe, rex gloriae, libera animas defunctorum de poenis inferni et de profundo lacu. Ne cadant in obscurum. (Am Schluss leicht abgewandelt)
(Oh Herr Jesus Christus, König der Herrlichkeit, bewahre die Seelen der Verstorbenen vor den Qualen der Hölle und vor den Tiefen der Unterwelt. Lass sie nicht hinabstürzen in die Finsternis.)
2c) Amen
(Amen)
3a) Sanctus, sanctus, sanctus Dominus Deus Sabaoth. Pleni sunt coeli et terra gloria tua. Hosanna in excelsis. Sanctus
(Heilig, heilig, heilig Herr, Gott der Heerscharen. Himmel und Erde sind erfüllt von deiner Herrlichkeit. Hosanna in der Höhe. Heilig)
4a) Pie Jesu Domine, dona eis requiem, sempiternam requiem
(Gütiger Jesus, Herr, gib ihnen Ruhe, die ewige Ruhe.)
5a) Agnus Dei, qui tollis pecata mundi, dona eis requiem
(Lamm Gottes, du nimmst hinweg die Sünde der Welt, gib ihnen Ruhe.)
5b) Agnus Dei, qui tollis pecata mundi, dona eis requiem
(Lamm Gottes, du nimmst hinweg die Sünde der Welt, gib ihnen Ruhe.)
5c) Agnus Dei, qui tollis pecata mundi, dona eis requiem, sempiternam requiem,
(Lamm Gottes, du nimmst hinweg die Sünde der Welt, gib ihnen Ruhe, die ewige Ruhe.)
5d) Lux aeterna luceat eis, Domine, cum sanctis tuis in aeternum quia pius es.
(Das ewige Licht leuchte ihnen, Herr, bei deinen Heiligen in Ewigkeit, denn du bist mild.)
5e) Requiem aeternam dona eis Domine et lux perpetua luceat e-.
(Ewige Ruhe gewähre ihnen, Herr und das immerwährende Licht leuchte ih-)
5f) -is (nur ein gesungener Ton, der Rest instrumental)
(-nen.)
6a) Libera me domine, de morte aeterna, in die illa tremenda, quando coeli movendi sunt et terra, dum veneris judicare saeculum per ignem.
(Befreie mich, Herr, von dem ewigen Tod an jenem Tage des Schreckens, wo Himmel und Erde wanken, da Du kommst, die Welt durch Feuer zu richten.)
6b) Tremens factus sum ego et timeo, dum discussio venerit adque ventura ira
(Zittern befällt mich und Angst, denn die Rechenschaft naht und der drohende Zorn.)
6c) Dies illa, dies irae calamitatis et miseriae, dies illa, dies magna et amara valde. Requiem aeternam dona eis Domine et lux perpetua luceat e-
(Tag der Sünde, Tag des Zorns, des Unheils und des Elends, Tag der Sünde, Tag, so groß und so bitter. Ewige Ruhe gewähre ihnen, Herr und das immerwährende Licht leuchte ihnen,)
6d) -is luceat eis.
( leuchte ihnen)
6e)  Libera me domine, de morte aeterna, in die illa tremenda, quando coeli movendi sunt et terra, dum veneris judicare saeculum per ignem.
(Befreie mich, Herr, von dem ewigen Tod an jenem Tage des Schreckens, wo Himmel und Erde wanken, da Du kommst, die Welt durch Feuer zu richten.)
6f)  Libera me domine, de morte aeterna, libera me domine.
(Befreie mich, Herr, von dem ewigen Tod. Befreie mich, Herr.)
7a) In paradisum deducant angeli in tuo adventu suscipiant te martyres et perducant te in civitatem sanctam
(Ins Paradies mögen die Engel dich geleiten, bei deiner Ankunft die Märtyrer dich empfangen und dich führen in die heilige Stadt)
7b) Jerusalem
(Jerusalem.)
7c) Chorus angelorum te suscipiat et cum Lazaro quondam paupere aeternam habeas requiem.
(Der Chor der Engel möge dich empfangen, und mit Lazarus, dem einst armen, mögest du ewige Ruhe haben)
7d) Requiem aeternam habeas, requiem.
(ewige Ruhe sollst du haben, Ruhe)

## Trivia
Nach der Uraufführung in der Kirche La Madeleine fragte ihn der dort ansässige Vikar, von wem das Werk gewesen sei. Fauré fasste sich Mut und bekannte, dass es von ihm sei. Daraufhin erwiderte der Vikar, er solle das lassen, es gebe genügend Literatur, sodass man sein Werk nicht brauche.